# Почётные граждане Новомосковска (Тульская область)

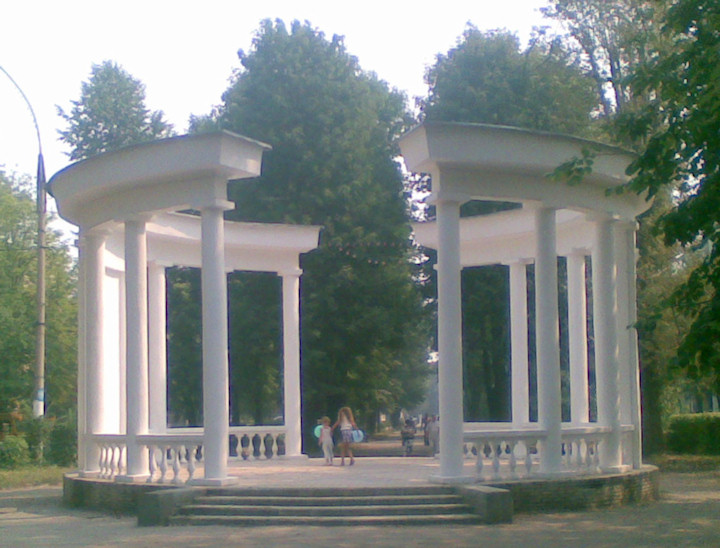
Ротонда на бульваре по улице Комсомольская, где в советское время располагалась портретная галерея почётных граждан города.

По состоянию на 2012 год звания Почётного гражданина Новомосковска удостоено 76 человек:
| №   | Портрет | Фамилия, имя и отчество                      | Годы жизни  | Год присвоения звания | Краткая характеристика |
| --- | --- | -------------------------------------------- | ----------- | --------------------- | --- |
| 1.  | | Трещев, Григорий Дмитриевич                  | 1890-1979   | 1966                  | Педагог, организатор профессионального образования, директор химико-механического техникума, кавалер ордена Трудового Красного Знамени. Первый Почётный гражданин Новомосковска. |
| 2.  | | Бережной, Алексей Денисович                  | 1906-1969   | 1967                  | Первостроитель химического комбината и города, директор ремонтно-механического завода Новомосковского химкомбината. |
| 3.  | | Вертоградова, Александра Николаевна          | 19?? — 1973 | 1967                  | Медицинский работник, организатор санпросвещения, отличник здравоохранения. |
| 4.  | | Довнар, Михаил Петрович                      | 1910-2000   | 1970                  | Директор шамотного завода, награждён орденами Трудового Красного Знамени и орденами «Знак Почёта», ветеран Великой Отечественной войны. |
| 5.  | | Самсонов, Иван Михайлович                    | род. 1915   | 1970                  | Председатель исполнительного комитета городского Совета депутатов трудящихся города Сокольники. Ветеран Великой Отечественной войны. Почётный гражданин города Сокольники. |
| 6.  | | Шемякина, Мария Васильевна                   | 1910 — 1972 | 1970                  | Педагог и авторитетный руководитель, заведующая городским отделом народного образования, директор Новомосковского педагогического училища. |
| 7.  | | Ананьев, Дмитрий Николаевич                  | 1910-1983   | 1973                  | Первостроитель города, участник Великой Отечественной войны. |
| 8.  | | Дидик, Алексей Ефимович                      | род. 1909   | 1973                  | Первостроитель электростанции, начальник смены котельного цеха ГРЭС. |
| 9.  | | Дронов, Николай Петрович                     | 1913-1990   | 1973                  | Директор завода (производства) минеральных удобрений и кислот. Ветеран Великой Отечественной войны, награждён орденом Трудового Красного Знамени. |
| 10. | | Козлов, Лоллий Иванович                      | 1911-1999   | 1973                  | Первый директор филиала Государственного института азотной промышленности (ГИАП), лауреат Государственной премии СССР. |
| 11. | | Руднев, Матвей Захарович                     | род. 1899   | 1973                  | Первостроитель города, директор городского пищевого комбината. |
| 12. | | Лейко, Михаил Васильевич                     | род. 1903   | 1973                  | Партийный и хозяйственный руководитель, ветеран Великой Отечественной войны. |
| 13. | | Соболева, Александра Васильевна              | 1905-1983   | 1973                  | Партийный и хозяйственный деятель. |
| 14. | | Бухтияров, Михаил Александрович              | род. 1917   | 1975                  | Бригадир монтажников специализированного управления треста «Союзпроммонтаж», участник Великой Отечественной войны. |
| 15. | | Сагалаев, Иван Иванович                      | 1915-1999   | 1975                  | Бригадир строительного управления треста «Новомосковскхимстрой». Ветеран Великой Отечественной войны. Награждён двумя орденами Красной Звезды, медалями «За отвагу», «За боевые заслуги» и другими. |
| 16. | | Поляков, Филипп Куприянович                  | род. 1917   | 1978                  | Строитель, руководил строительством наиболее важных объектов культурно-бытового назначения, ветеран Великой Отечественной войны, награждён орденами Красной Звезды, Отечественной войны 1 и 2 степени. |
| 17. | | Барский, Илья Матвеевич                      | род. 1910   | 1980                  | Хозяйственный и государственный деятель, под его руководством шло восстановление химкомбината в 1942—1944 гг., инициатор создания в городе филиала Московского химико-технологического института. |
| 18. | | Воробьёва, Антонина Константиновна           | род. 1923   | 1980                  | Организатор бытового обслуживания в городе, участник Великой Отечественной войны. |
| 19. | | Разин, Константин Иванович                   | род. 1913   | 1980                  | Учитель, заведующим районным отделом народного образования, редактор газеты «Новомосковская правда». Участник Великой Отечественной войны. |
| 20. | | Гладышева, Валентина Михайловна              | род. 1939   | 1982                  | Доярка госплемзавода «Большевик», неоднократная участница ВДНХ, Почётный гражданин Новомосковского района. |
| 21. | | Тихонова, Роза Тихоновна                     | 1931-2001   | 1982                  | Аппаратчица химкомбината, депутат Верховного Совета СССР. |
| 22. | | Коваль, Владимир Ефимович                    | род. 1915   | 1983                  | Главный инженер химкомбината, участник Великой Отечественной войны. |
| 23. | | Кринов, Николай Васильевич                   | 1913-1993   | 1983                  | Первостроитель химкомбината, начальник цеха производства азотной кислоты. |
| 24. | | Мужичков, Александр Иванович                 | 1912-1994   | 1983                  | Управляющий трестом «Новомосковскхимстрой», заслуженный строитель РСФСР, Герой Социалистического Труда, награждён двумя орденами Трудового Красного Знамени, орденом Октябрьской революции. |
| 25. | | Стёпина, Лидия Николаевна                    | 1928-1996   | 1983                  | Машинист компрессорных установок производственного объединения «Азот», наставник молодёжи, кавалер ордена Ленина. |
| 26. | | Тулюпа, Дмитрий Семенович                    | род. 1914   | 1983                  | Главный энергетик Новомосковского кирпичного завода. |
| 27. | | Тимонин, Сергей Васильевич                   | род. 1911   | 1984                  | Первостроитель химкомбината, руководитель ремонтной службы аммиачного производства, награждён орденами Ленина, Трудового Красного Знамени. |
| 28. | | Арбузов, Сергей Сергеевич                    | 1918-1989   | 1985                  | Хозяйственный и партийный деятель, участник Великой Отечественной войны. |
| 29. | | Щербатых, Анна Дмитриевна                    | 1926-2015   | 1987                  | Врач-фтизиатр, хирург, заведующая городским отделом здравоохранения, заслуженный врач РСФСР, награждена орденами Октябрьской Революции, Трудового Красного Знамени, Дружбы народов. |
| 30. | | Сакс, Егор Егорович                          | род. 1924   | 1988                  | Бригадир Сокольнической шахтостроительной передвижной механизированной колонны комбината «Мосбасшахтострой». Почётный гражданин города Сокольники. |
| 31. | | Семенихин, Николай Михайлович                | 1921-1995   | 1994                  | Директор акционерной компании «Новомосковскбытхим», заместитель председателя исполкома городского Совета народных депутатов. Участник Великой Отечественной войны, награждён орденами Красной Звезды, Трудового Красного Знамени. |
| 32. | | Фомин, Виктор Васильевич                     | род. 1934   | 1994                  | Директор завода «Полимерконтейнер». |
| 33. | | Зуев, Александр Андреевич                    | род. 1930   | 1994                  | Кандидат технических наук, генеральный директор Новомосковской акционерной компании «Азот», кавалер орденов Ленина, Трудового Красного Знамени, Октябрьской революции. |
| 34. | | Скворцов, Леонид Геннадьевич                 | род. 1929   | 1994                  | Музыкант, педагог, директор Сталиногорского музыкального училища. |
| 35. | | Барский, Израиль Пинхусович                  | 1920-1997   | 1995                  | Врач, организатор здравоохранения, кандидат медицинских наук, автор научных работ, заслуженный врач РСФСР. |
| 36. | | Дадон, Василий Дмитриевич                    | род. 1931   | 1995                  | Управляющий Новомосковским трестом домостроения. |
| 37. | | Елсукова, Екатерина Иосифровна               | род. 1923   | 1995                  | Хозяйственный и партийный деятель, кавалер орденов Трудового Красного Знамени. |
| 38. | | Иванов, Дмитрий Семёнович                    | род 19??    | 1995                  | Заместитель председателя исполкома городского Совета депутатов трудящихся, руководитель жилищного строительства, благоустройства и озеленения города. |
| 39. | | Оника, Дмитрий Григорьевич                   | 1910-1968   | 1995                  | Доктор технических наук, министр угольной промышленности, начальник комбината «Москвауголь», внёс большой вклад в жилищное и социально-культурное развитие города. Награждён орденами Ленина, Красной Звезды, Трудового Красного Знамени. |
| 40. | | Паншин, Глеб Иванович                        | 1930-2002   | 1995                  | Организатор физкультурно-оздоровительной работы, писатель и общественный деятель. Директор детской спортивной школы и колледжа физической культуры и спорта, создатель товарищества «Куликово поле» и одноименного журнала. Ветеран Великой Отечественной войны.                                                                                           |
| 41. | | Баклан, Валентина Васильевна                 | род. 1927   | 1996                  | Животновод, зоотехник-селекционер, неоднократный участник ВДНХ, кавалер орденов Ленина, Почётный гражданин Новомосковского района. |
| 42. | | Куница, Вениамин Дмитриевич                  | 1928-1999   | 1996                  | Хирург, изобретатель, заведующий травмотолого-физиологическим отделением городской больницы, заслуженный врач РСФСР. |
| 43. | | Качалин, Владимир Михайлович                 | 1923-1997   | 1996                  | Заслуженный артист РСФСР, с 1999 года Новомосковский драмтеатр носит его имя. |
| 44. | | Кусакин, Иван Федорович                      | 1927-2012   | 1996                  | Партийный и общественный руководитель, председатель Совета ветеранов НАК «Азот». |
| 45. | | Соколов, Юрий Григорьевич                    | род. 1931   | 1996                  | Председатель исполкома городского Совета народных депутатов. Кавалер ордена Трудового Красного Знамени. |
| 46. | | Семенихин, Константин Трофимович             | 1932—2000   | 1996                  | Председатель совхоза «Шахтостроитель» (ныне АОЗТ «Новомосковское»), заслуженный работник сельского хозяйства. Почётный гражданин Новомосковского района. |
| 47. | | Кириченко, Эдуард Александрович              | род. 1925   | 1996                  | Ректор Новомосковского филиала МХТИ, доктор химических наук, заслуженный деятель науки и техники России. |
| 48. | | Футирян, Полина Исааковна                    | 1933—1999   | 1997                  | Врач-психиатр, автор научных трудов, организатор специализированной психиатрической службы в Новомосковске, кавалер ордена Трудового Красного Знамени. |
| 49. | | Бондаренко, Алексей Сидорович                | 1922-2003   | 1997                  | Журналист, автор книг о городе, заслуженный работник культуры РСФСР, член Союза журналистов, ветеран Великой Отечественной войны. |
| 50. | | Тюленев, Фёдор Дмитриевич                    | род. 1925   | 1997                  | Заместитель управляющего трестом «Новомосковскхимстрой», председатель городского Совета ветеранов, участник Великой Отечественной войны, кавалер орденов Красного Знамени и Отечественной войны II степени. |
| 51. | | Тарасова, Римма Васильевна                   | 1937—2004   | 1997                  | Учитель, директор школы, заведующая отделом народного образования, заместитель председателя городского исполкома Совета народных депутатов, руководитель отдела по вопросам семьи, материнства и детства комитета социальной защиты населения. Награждена орденом «Знак Почёта» и знаком ордена Доброты. Отличник народного образования.                   |
| 52. | | Раева, Александра Ильинична                  | род. 1939   | 1998                  | Врач-педиатр, главный врач городской детской больницы г. Новомосковска, организатор здравоохранения, заслуженный врач РСФСР. |
| 53. | | Офицерова, Зинаида Григорьевна               | род. 1931   | 1999                  | Врач-гинеколог, главный врач Новомосковского родильного дома, организатор здравоохранения, заслуженный врач РСФСР, автор ряда научных работ, награждена орденом Трудового Красного Знамени. |
| 54. | | Большаков, Владимир Александрович            | 1924-2001   | 1999                  | Журналист, прозаик, поэт, член Союза журналистов СССР, руководитель городского литературного объединения, участник Великой Отечественной войны, кавалер орденов Отечественной войны I степени и Славы III степени. |
| 55. | | Новиков, Владислав Серафимович               | род. 1931   | 1999                  | Управляющий трестом (ныне ОАО) «Новомосковскхимстрой». |
| 56. | | Таршис, Светлана Аркадьевна                  | род. 1929   | 2000                  | Ведущая актриса Новомосковского драматического театра, заслуженная артистка России. |
| 57. | | Стародубцев, Василий Александрович           | 1931—2011   | 2000                  | Государственный и хозяйственный деятель, губернатор Тульской области. Кавалер орденов Октябрьской Революции, «Знак Почёта». |
| 58. | | Портнов, Юрий Алексеевич                     | 1920—2012   | 2000                  | Начальник шахты № 1 «Северная» треста «Новомосковскуголь», хозяйственный деятель, участник Великой Отечественной войны. |
| 59. | | Семёнова, Нина Григорьевна                   | род. 1940   | 2003                  | Старшая аппаратчица Новомосковского объединения «Азот», кавалер орденов Ленина, Трудового Красного Знамени, «Знак Почёта». |
| 60. | | Карасёв, Борис Иванович                      | род. 1919   | 2003                  | Военный лётчик, гвардии полковник в отставке, Герой Российской Федерации. |
| 61. | | Сажин, Вячеслав Петрович                     | род. 1948   | 2003                  | Врач-хирург, доктор медицинских наук, профессор, автор научных трудов по хирургии, главный врач Новомосковской городской больницы, заслуженный врач России. |
| 62. | | Кондрашов, Дмитрий Иванович                  | род. 1932   | 2005                  | Председатель исполкома Городского Совета депутатов трудящихся 1969—1972 гг. |
| 63. | | Архимандрит Лавр (Тимохин Виктор Алексеевич) | 1955-2018   | 2005                  | Строитель и первый Игумен Свято-Успенского монастыря, Благочинный церквей по Новомосковскому, Куркинскому округам и г. Донской,Благочинный монастырей Тульской Епархии, член епархиального совета Тульской Епархии, Почетный гражданин г. Новомосковска, духовный наставник экипажа атомного подводного крейсера стратегического назначения «Новомосковск» |
| 64. | | Лопатин, Михаил Павлович                     | род. 1945   | 2005                  | Директор совхоза «Красный богатырь». |
| 65. | | Резанцев, Валерий Григорьевич                | род. 1946   | 2007                  | Шестикратный чемпион СССР, победитель двух спартакиад народов СССР, пятикратный чемпион мира, трёхкратный чемпион Европы, двукратный олимпийский чемпион по Греко-римской борьбе, один из выдающихся борцов XX столетия. Его имя занесено в книгу рекордов Гиннесса, входит в число первых десяти лауреатов зала славы борьбы ФИЛА (Нью-Йорк).             |
| 66. | | Дудка, Вячеслав Дмитриевич                   | род. 1960   | 2008                  | Губернатор Тульской области. Лишён почётного звания 22 июля 2013 года по приговору Советского районного суда Тулы. |
| 67. | | Иванов, Михаил Андреевич                     | 1933-2011   | 2008                  | II секретарь Новомосковского горкома партии, исполнительный директор объединения работодателей «Ассоциация „Совет предприятий“». |
| 68. | | Минаков, Николай Николаевич                  | род. 1955   | 2008                  | Глава администрации муниципального образования Новомосковский район с 1992 по 2009 год. |
| 69. | | Воробьёв, Вячеслав Сергеевич                 | род. 1943   | 2008                  | Главный инженер НАК «Азот». |
| 70. | Мемориальная доска первому директору химкомбината П. Г. Арутюнянцу на здании историко-художественного музея. | Арутюнянц, Пётр Георгиевич                   | 1892—1938   | 2008                  | Первый директор Химкомбината. |
| 71. | | Конова, Маргарита Константиновна             | род. 1941   | 2009                  | Старший аппаратчик НПО «Азот», Почётный химик СССР, занесена в книгу Почёта Министерства по производству минеральных удобрений, депутат Верховного Совета СССР 10-го созыва (1979—1984 гг.), член постоянной комиссии по здравоохранению и социальному обеспечению.                                                                                        |
| 72. | | Вент, Дмитрий Павлович                       | род. 1944   | 2010                  | Директор НИ РХТУ им. Д. И. Менделеева (1994—2012), доктор технических наук, профессор, заведующий кафедрой «Автоматизация производственных процессов» НИ РХТУ им. Д. И. Менделеева. |
| 73. | | Потапенко, Вячеслав Алексеевич               | род. 1937   | 2010                  | Генеральный директор ОАО «ПНИУИ». |
| 74. | | Спирочкин, Кузьма Никифорович                | род. 1927   | 2012                  | Председатель Новомосковского Городского Совета ветеранов (пенсионеров) войны, труда, Вооруженных Сил и Правоохранительных органов. |
| 75. | | Цой, Анатолий Давидович                      | род. 1945   | 2012                  | Председатель постоянной депутатской комиссии по развитию АПК и социальной инфраструктуры в сельских населённых пунктах. |
| 76. | | Сазонов, Анатолий Дмитриевич                 | род. 1952   | 2012                  | Работник культуры Российской Федерации, директор фонда «Юность» и художественный руководитель народного ансамбля эстрадного танца «Юность». |